# Фред Клаус, брат Санти
«Фред Клаус, брат Санти» (англ. Fred Claus) — американська різдвяна кінокомедія 2007 року режисера Девіда Добкіна з Вінсом Воном, Полом Джаматті, Кевіном Спейсі, Рейчел Вайс, Кеті Бейтс і Мірандою Річардсон у головних ролях.

## Сюжет
Фред Клаус — брат Санти, який є його повною протилежністю. Він ріс у тіні свого брата Ніка і, зрештою, перетворився на людину, яка втратила віру в Різдво. Одного разу Фреду доводиться летіти на Північний Полюс, де він виявляє, що його брат потрапив у біду — експерт з ефективності вирішує назавжди знищити Різдво, а Фред має все виправити.

## В ролях
| Актор              | Роль                              |
| ------------------ | --------------------------------- |
| Вінс Вон           | Фредерік «Фред» Клаус             |
| Пол Джаматті       | Ніколас «Нік» Клаус / Санта-Клаус |
| Міранда Річардсон  | Аннет Клаус                       |
| Кеті Бейтс         | мати Клаус                        |
| Тревор Пікок       | батько Клаус                      |
| Рейчел Вайс        | Ванда                             |
| Кевін Спейсі       | Клайд                             |
| Елізабет Бенкс     | Шарлін                            |
| Боббі Томпсон      | Семюел «Слем» Гіббонс             |
| Джон Майкл Гіґґінс | Віллі                             |
| Ludacris           | DJ Донні                          |
| Аллан Кордюнер     | лікар Гольдфарб                   |
| Ліам Джеймс        | дванадцятирічний Фред             |
| Ділан Міннетт      | дитина з дитбудинку               |
| Френк Сталлоне     | камео                             |
| Роджер Клінтон     | камео                             |
| Стівен Болдвін     | камео                             |
| Джеффрі Дін Морган | чоловік на парковці               |